# 전계수
전계수(1972년 9월 12일 ~ )는 대한민국의 영화 감독이다.
서강대학교 철학과를 졸업했다. 고등학교 때까지는 철학자가 되려고 했으나 대학에 들어와 연극에 빠지면서 영화인을 목표로 바꾸었다. 연극 배우와 연출을 하며 간혹 춤 공연으로도 범위를 넓혔으나 졸업 후에는 일본으로 건너가 IT 회사의 샐러리맨으로 생활하기도 했다. 그러나 타국 생활의 외로움을 견디기 위해 영화를 계속 본 끝에 30세 때 귀국하여 영화 감독을 목표로 하였다. 이후 독립영화 〈자웅동체의 불안〉, 〈고양이의 꿈〉을 연출한 뒤 2003년 ‘싱글즈’ 연출부에 들어가 처음으로 상업영화에 뛰어들었다. 입봉작은 2006년 《삼거리 극장》이다.

## 연출 작품 목록

### 영화
| 연도 | 제목             | 역할 | 역할 | 비고              |
| 연도 | 제목             | 감독 | 각본 | 비고              |
| ---- | ---------------- | ---- | ---- | ----------------- |
| 2006 | 삼거리극장       | 예   | 예   |                   |
| 2008 | 시선 1318        | 예   |      | 〈유.앤.미〉 연출 |
| 2009 | 뭘 또 그렇게까지 | 예   | 예   |                   |
| 2011 | 러브픽션         | 예   | 예   |                   |
| 2019 | 버티고           | 예   |      |                   |